# Dali (cráter)
Dali es un cráter de impacto de 176 km de diámetro del planeta Mercurio. Debe su nombre al pintor español Salvador Dalí (1904-1989), y su nombre fue aprobado por la  Unión Astronómica Internacional en 2008.